# Shitō-ryū
Shitō-ryū (糸東流?) è uno stile di karate fondato nel 1931 da Kenwa Mabuni (摩文仁 賢和?, Mabuni Kenwa).

Shitō-ryū (糸東流)

Lo stile prende il nome dall'unione dei nomi dei 2 maestri dei quali Mabuni era allievo: Ankō Itosu e Kanryo Higaonna, che si possono pronunciare rispettivamente anche Shi e To.

## Storia
Kenwa Mabuni nacque nel 1889 a Shuri, un distretto di Naha ad Okinawa . Mabuni era il 17º discendente  delle famosa generazione di guerrieri Oni Ufugu. Forse a causa della sua costituzione fisica gracile, ricevette l'insegnamento presso la sua casa Shuri-te (首里手?) all'età di 13 anni, sotto la guida del leggendario Ankō Itosu (糸州 安恒?, Itosu Ankō) (1813–1915).
Uno dei suoi amici più stretti, Chōjun Miyagi (宮城 長順, Miyagi Chōjun) (cofondatore del karate Gojū-ryū) presentò Mabuni ad un altro grande maestro di quel periodo: Kanryō Higaonna (東恩納 寛量, Higaonna Kanryō). Mabuni iniziò ad imparare il Naha-te (那覇手) da questo maestro. Mentre sia Itosu che Higaonna insegnavano uno stile "duro-morbido" del "Te" okinawense, i loro metodi ed enfasi erano abbastanza distinti. Il programma di studi di Itosu includeva tecniche dritte e potenti (come ad esempio nei kata Naifanchi e Bassai), il programma di studi di Higaonna accentuava invece i movimenti circolari e metodi veloci di combattimento come è ben visibile nei kata Seipai e Kururunfa. Lo Shitō-ryū si focalizza sia su tecniche potenti che su tecniche leggere.

## Branche
Dopo la morte di Kenwa Mabuni si svilupparono altre scuole di Shitō-ryū, sia perché la morte di un fondatore normalmente sfocia in una disputa su chi gli succederà come leader della scuola, sia perché molti maestri emergenti scelgono di modificare lo stile, creando nuove branche.
Le maggiori branche di Shitō-ryū includono:
- Shitō-kai (糸東会): Una delle due branche che reclamano una linea di discendenza diretta dallo Shitō-ryū. Nel 1960 uno studente di Mabuni, Manzo Iwata, fondò la Japan Karate-dō Kai orientale a Tokyo e il figlio di Mabuni, Kenei, fondò la Japan Karate-dō Kai Occidentale a Osaka. Le due branche furono riunite nel 1964, stabilendo la All Japan Karate-dō Federation Shitō-Kai Archiviato il 23 dicembre 2010 in Internet Archive., la quale, dopo la morte di Manzo Iwata (avvenuta nel 1993) divenne nota come World Shitō-ryū Karate-dō Federation Archiviato il 31 dicembre 2010 in Internet Archive.. Fu gestita dal presidente Ken Sakio (un allievo di Chōki Motobu e di Mabuni Kenwa), dal 1993 al 2004. Attualmente è diretta dal presidente Tokio Hisatomi, uno studente di Mabuni Kenwa[1]
- Seitō Shitō-ryū: Seitō, ossia "vero" Shitō-ryū, è uno stile promosso dalla Shitō-ryū International Karate-dō Kai ed è l'altra delle due branche che rivendicano una linea di discendenza diretta da Kenwa Mabuni. Fu fondato dal figlio di Kenzo Mabuni, e da lui diretta fino alla morte nel 2005; appartiene ora alla figlia di Kenzo, Tsukasa Mabuni.
- Shūkōkai (修交会): Fu fondato nel 1949 da Chōjirō Tani, un allievo di Mabuni Kenwa. Questo stile e le sue varie branche e derivazioni rappresentano la versione Tani-ha dello Shitō-ryū.
- Itosu-kai(糸洲会): Fondata il 1º marzo 1940 come "Shito-ryu Karate Sakagami Dojo" a Kawanishi, prefettura di Hyōgo [2] dallo studente di Mabuni Kenwa Ryusho Sakagami (1915-1993). Il 2 gennaio 1952 è diventato il 3° soke (maestro capo della scuola) di Itosu-ha, rendendo merito a Itosu e Mabuni, e ha ufficialmente nominato l'organizzazione "Japan Karatedo Itosu-kai" e successivamente lo stile "Itosu-ryu" (nel 1969). La branca è ora diretta dal figlio di Ryusho, Sadaaki Sakagami, 4° soke dell'Itosu-kai.
- Seishin-kai (聖心会): Fondato da Kōsei Kokuba, allievo di Kenwa Mabuni e di Chōki Motobu nel 1943 a Osaka, Giappone. Questa scuola originariamente rappresentava lo Shitō-ryū di Motubu, ma non rivendica più questa linea di discendenza.

## Caratteristiche
Lo Shitō-ryū è una combinazione di stili che tenta di unire le varie radici del karate. Da un lato, Shitō-ryū ha la potenza e le posizioni lunghe e stabili degli stili derivati dallo Shōrin-ryū, dall'altro, anche se in minima parte, usa movimenti circolari e diretti in otto direzioni, alterna tecniche "dure" e "morbide" e pone attenzione alla respirazioni, caratteristiche dello Shōrei ryū. Lo Shitō-ryū è estremamente veloce, ma può essere artistico e potente. Inoltre lo Shitō-ryū, formalizza ed enfatizza, le cinque regole di  difesa sviluppate da Kenwa Mabuni, e conosciute come: Uke no go gensoku (受けの五原則), Uke no go genri (受けの五原理) o Uke no go ho (受けの五法) :
- 落花 (rakka, "petali cadenti"). L'arte di parare con forza e precisione andando a distruggere completamente il movimento d'attacco di un avversario. Esempi  di rakka sono le parate più conosciute come: gedan-barai (下段払い) o soto-uke (外受け).
- 流水 (ryūsui, "acqua corrente"). L'arte di fluire sugli attacchi dell'avversario e attraverso di lui, parare leggermente. Gli esempi sono: nagashi-uke (流し受け) e osae-uke (押さえ受け).
- 屈伸 (kusshin, L'"elasticità"). Questa è l'arte di balzare indietro sull'attacco dell'avversario, cambiando o abbassando solamente la posizione e contrattaccando. I classici esempi sono i cambiamenti di posizione passando da: zenkutsu (前屈立ち) a kōkutsu (後屈立ち) e da moto-dachi (基立ち) a nekoashi-dachi (猫足立ち).
- 転位 (ten'i, "transposition"). Ten'i è l'impiego di tutte le otto direzioni di movimento, spostandosi principalmente dalla linea di attacco.
- 反撃 (hangeki, "contrattacco"). Una difesa hangeki è un attacco che allo stesso tempo devia un attacco di un avversario prima che lo stesso arrivi sul difensore. Esempi di questi sono i vari tipi di tsuki-uke (突き受け), incluso lo yama-tsuki (山突き).

I moderni stili di Shitō-ryū danno una grande enfasi al combattimento. Lo Shitō-ryū pone particolare attenzione alla velocità, e nei combattimenti si usano generalmente posizioni più alte che nello Shotokan. Molto tempo è necessario allo studio dei kata, che sono molto numerosi (da 40 a 60).

## Cerimonia di apertura (Reishiki)
Ritsu rei - In piedi davanti al Sensei
Seiza - Il Sensei si siede (in posizione seduta e formale), gli allievi siedono in seiza di fronte allo shomen e si preparano alla lezione. Lo studente anziano (senpai) esclama:
Mokuso! significa "Chiudete i vostri occhi e liberate la vostra mente!" dopo circa un minuto, il senpai esclama:
Kaimoku! significa: "Aprite gli occhi!" o Mokuso Yame! che significa “fine della meditazione”
Zarei - Gli allievi eseguono tre zarei o inchini da seduti: Il sempai esclama:
Shomen ni rei! significa "inchino al dojo". Dopo questo inchino, il Sensei si volge verso gli allievi; il senpai esclama:
Sensei ni rei! - significa "inchino al Maestro!" Gli allievi si inchinano (ciascuno esclamando "Onegaishimasu" che significa "per favore, mi insegni"), e il Sensei risponde all'inchino. Il senpai esclama:
Otagai ni rei! - significa "inchino a tutti", e sia il Sensei sia gli allievi si inchinano contemporaneamente, a significare che tutti sono studenti del Karate Do.
a questo punto il Sensei ordina di alzarsi, e la lezione ha inizio.

## Kunshi no Ken (La Disciplina Nobile)
Il motto del maestro Mabuni era: "Kunshi no Ken" che significa concentrarsi nel coltivare se stessi per diventare un individuo forte e rispettoso. La persona che riesce a fare questo, come anche esercitarsi con autodisciplina e rispetto in tutte le situazioni, che è capace di assumersi le responsabilità per le proprie azioni e di mantenere la propria integrità come esempio per gli altri, è da considerarsi un praticante di Shito-ryu. Questo motto può essere seguito da tutti i praticanti di Karate.

## Heijutsu no Sanbyo
Le tre debolezze o malanni delle Arti Marziali per Kenwa Mabuni sono: 
- Hitotsu - Giryo (Uno - Dubbio e Scetticismo)
- Hitotsu - Ketai (Uno - Negligenza)
- Hitotsu - Manshin (Uno - Egoismo)